# 애꾸눈
애꾸눈은 한쪽의 눈이나 시력을 잃은 상태를 말한다. 병(종양 등) 따위 내인적 요인이나 사고 혹은 전투 중 입은 부상 따위 외인적 요인, 기형에 의한 선천적 요인의 경우도 있다. 잃은 눈이 왼쪽이건 오른쪽이건 상관없이 똑같이 불린다.
눈을 잃었기 때문에 의안을 넣거나, 안대 등으로 숨기고 스스로의 위엄의 과시를 겸하는 일도 있다.

## 주요 인물
- 안티고노스 1세（BC 382년- BC 301년）
- 한니발 （BC 247년 - BC 183년）
- 하후돈 （? - 220년） - 화살에 맞은 눈을 먹었다고 알려져 있지만 삼국지연의에서의 창작이다. 실제로는 여포와 싸우다 눈을 잃었다.
- 좌자 (? - ?) - 조조의 객원참모. 평소 도술에 관심많은 조조에 의해 초빙되었으나 삼국지연의에서는 유비에게 선양하라는 말 때문에 조조가 죽이려 했다.
- 정의 （? - 220년）
- 부생 （335년? － 357년）
- 이극용 （856년 - 908년）
- 궁예 (857년 - 918년) - 어릴 때 버려졌는데 그때 애꾸가 되었다는 설이 있다.
- 바이바르스 （1277년 - ?）
- 야마모토 간스케 （1493년? - 1561년） - 태어나면서부터 몸에 장애가 있었는데 왼쪽 눈이 애꾸였다.
- 마에다 도시이에 （1539년 - 1599년） - 1560년 전후로 부상에 의해 애꾸가 되었다는 설이 있다.
- 다테 마사무네 （1567년 - 1636년）- 천연두로 실명
- 야규 주베에 （1607년 - 1650년） - 후대의 창작이라는 설이 있다.
- 최북 （1712년 - 1760년） - 세도가가 자신의 붓솜씨를 트집잡자 분을 내며 자기 손으로 한쪽 눈을 찔러 버렸다.
- 허레이쇼 넬슨 （1758년 - 1805년） - 1794년 육전 지휘 중 부상해서 오른쪽 눈을 실명. 후에 오른팔도 잃었기 때문에 외팔・외눈의 해군사관이 되었다.
- 프리드리히 쿨라우 (1786년 - 1832년) - 어렸을 때 사고로 오른쪽 눈을 잃었다.
- 시어도어 루스벨트 (1858년 - 1919년) - 청년 장교와의 권투 시합 도중 한쪽 눈을 잃었다.
- 모셰 다얀 （1915년 - 1981년）
- 푸미폰 아둔야뎃 (1927년 - 2016년) - 1948년 교통 사고로 오른쪽 눈을 실명
- 피터 포크 (1927년 - 2011년) - 3살 때 앓은 병으로 한쪽 눈을 실명하고 의안을 사용하였다.
- 박지원 （1942년 - ） - 구치소 수감 시절에 녹내장으로 왼쪽 눈을 잃었다. 현재 의안 사용중.
- 데이비드 보위 （1947년 - ） - 다툼 중 한쪽 눈을 실명, 참고로 실명한 왼쪽 눈은 오드아이
- 고든 브라운 （1951년 -）- 영국 제55대 총리. 고등학교 때 럭비 중 사고로 망막박리가 되어 실명, 의안을 사용.
- 아사하라 쇼코 （1955년 -） - 종교가（옴진리교 교주）・테러리스트
- 조니 뎁 (1963년 - ) - 왼쪽 눈은 선천적으로 교정이 불가능한 실명 상태이며, 오른쪽 눈도 심한 근시라고 한다.[1]
- 김보성 (1966년 - ) - 고등학교 때 친구를 구하려고 13대 1로 싸우가다 쌍절곤에 맞아 실명했다고 밝혔다.[2]
- 황봉알 (1970년 - ) - 어렸을 때 에디슨처럼 호기심이 많아서 할머니가 눈에 안약을 넣는 모습을 보고 자연 수업시간에 선생님 몰래 황산구리 용액을 왼쪽 눈에 넣었다고 했다. 그로부터 6개월 후 병원에서 왼쪽 눈의 시력을 잃었다는 진단을 받았다고 고백했다.[3]
- 신은경 (1973년 - ) - 영화 `조폭마누라2` 촬영 도중 상대 연기자가 휘두르던 각목에 왼쪽 눈을 크게 다쳐 실명 위기까지 처했던 것으로 크게 보도 되었다. 당시 마이너스 9 디옵터까지 떨어졌던 시력이 최근에는 보이지 않는 실명 수준에까지 이른 것으로 밝혀졌다.[4]
- 김은중 (1979년 - ) - 제주 유나이티드 선수. 동북중학교 재학시 한쪽 눈을 실명하였다.
- 안재모 (1979년 - ) - 중학교 시절 부상으로 오른쪽 눈이 명암만 분간할 수 있는 정도의 실명에 가까운 상태이다.
- 곽태휘 (1981년 - ) - 고등학교 시절 경기 중 입은 부상으로 왼쪽 눈은 실명에 가까운 상태이며(형체 정도는 분간할 수 있다), 이 부상 때문에 고등학교를 4년 만에 졸업했다.
- 곽희주 (1981년 - ) - 9세에 실명을 하였으며 수원 삼성 블루윙즈 구단측에서는 시력 교정을 위한 수술을 권유하기도 했지만, 경기 감각과 나름대로 키워온 시야가 사라지는 것을 우려하여 거절하였다.
- 신동원 (1991년 - ) - CJ 엔투스 소속 프로게이머. 어린 시절 왼쪽 눈에 유리가 박히면서 각막이 크게 손상됐다. 수술을 했지만 시력은 회복되지 못했고 어렴풋이 사물을 구별할 정도의 시력을 가질 수밖에 없었다고 한다.[5]

## 가공의 사람

### 애니메이션・만화
- 크로코다인 (DRAGON QUEST -다이의 대모험) - 작중에서 오른쪽 눈을 실명
- 키타로 （게게게의 키타로）
- 이치모쿠 렌 （지옥소녀）
- 서비스 （남국소년 파푸와）
- 탄게 단페이（내일의 죠）
- 닥터 키리코（블랙잭）
- 에른스트（블랙잭(OVA)）
- 하록 (우주선장 캡틴 하록)
- 제임스 브라운 (PALM 시리즈)
- 타카스기 신스케 (은혼)
- 야규 큐베에 (은혼)
- 라비 (D.Gray-man)
- 시부카와 고키 (그래플러 바키)
- 크라켄의 아이작 (세인트 세이야)
- 백경자리의 모제스 (세인트 세이야)
- 황소자리의 알데바란 (세인트세이야)
- 독안룡 류마 (풍마의 코지로)
- 가츠 (베르세르크) - 그리피스가 진홍의 베헤리트로 강마의 의식을 거행해 매의 단 단원 전체를 제물로 삼았는데 여기에서 가츠와 캐스커만 살아남고 전부 사망했다. 이 과정에서 가츠는 오른쪽 눈과 왼손을 잃었으며 캐스커는 지능을 잃었다.
- 자비네 샤르 (기동전사 건담 F-91)
- 키라키쇼 (로젠메이든)
- 에른스트 폰 바우어 (흑기사 이야기) - 작중에서 오른쪽 눈을 실명
- 카에데（이누야샤）
- 앙드레 그랑디에（베르사이유의 장미） - 작중에서 왼쪽 눈을 실명
- 검은 삼연성 중 매쉬 (기동전사 건담)
- 해리 커넬 (지팡구) - 작중에서 왼쪽 눈을 실명
- 신도 치히로 (ef - a fairy tale of the two)
- 로이 머스탱 (강철의 연금술사 애니메이션) - 작중에서 왼쪽 눈을 실명
- 만 (무한의 주인)
- 미스터 스페이드(북두의권) - 신의 부하. 켄시로에게 싸움걸었다가 한쪽 눈을 잃고 다시 싸움걸었다가 목숨을 잃었다.
- 게릴라 대좌(북두의권) - 핵폭발 사건 때 한쪽 눈을 잃었다. 이후 켄시로에게 나머지 눈도 잃었다.
- 쏘리아(북두의권) - 파르코와의 대련 중 실명했다. 이것이 쏘리아가 파르코를 존경하는 이유이다.
- 샤치(북두의권) - 켄시로를 효오로부터 보호하기 위해 한쪽 눈을 뺐다.
- 진상필(열혈강호) - 전 흑풍회의 일원. 흑풍회를 떠나는 과정에서 애꾸가 되었다.
- 빅터 콘웰(아론의 무적함대)
- 아이언 키바(고교철권전 터프) - 주인공의 아버지인 미야자와 세이코와의 시합 중 실명.
- 쇼안(장풍) (중화일번/요리왕 비룡) - 요리를 만드는 중 미령(파이)한테 반항하다가 그 사고로 왼쪽눈을 실명되었다.
- 깅코 (충사)
- 닉 퓨리(마블 코믹스 시리즈)

### 신화
- 오딘(북유럽신화) - 무한한 지혜를 얻기 위해 한쪽 눈을 희생했다.
- 키클롭스(그리스신화) - 태어날 때부터 외눈박이였다.

### 게임
- 유령 요원(스타크래프트 시리즈) - 시야를 넓히는 장치를 넣기 위해 한쪽 눈을 제거했다.
- 사가트 (스트리트 파이터 시리즈) - 단의 아버지와 대련 도중 실명했다. 그 대련에서 단의 아버지는 사망했다.
- 로렌스 (파이어 엠블렘 - 암흑룡과 빛의 검&문장의 수수께끼)
- 세바, 딘, 기스（파이어 엠블렘 외전）
- 하이데른（킹 오브 파이터즈 시리즈）- 루갈 번스타인의 기습을 받아 가족이 몰살되었으며 하이데른 자신은 루갈 번스타인의 제노사이드커터에 얼굴을 맞고 애꾸가 되었다.
- 루갈 번스타인（킹 오브 파이터즈 시리즈）- 오로치 일족의 힘을 얻기 위해 게닛츠에게 싸움을 걸었다가 패배, 게닛츠는 감히 자신에게 도전한 대가로 루갈 번스타인의 눈을 뽑아버렸다. 대신 오로치 일족의 힘은 순순히 내줬다.
- 시프 (기본명 : 칼코스) (밴티지 마스터 택틱스)
- 바이켄 (길티기어 시리즈) - 애꾸에 외팔이.
- 비드레스 멘데스 (바이오 해저드4)
- 엑스 머더（Savior Ca）
- 빅 보스（메탈 기어 시리즈）
- 솔리더스 스네이크（메탈기어 솔리드2）
- 포시테스 테일즈 오브 심포니아）
- 칸타빌레 (테일즈 오브 팬덤 Vol.2)
- 키시마 코마 (가월십야 외)
- 발트로메이 파티마 (제노기어스)
- 아론 (파이널판타지 10)
- 가렛 (파이어 엠블렘 봉인의 검)
- 라독 (이스 6)
- 롭 (드래곤 블레이즈) - 엔딩에서 그가 애꾸라는 것이 확인된다.
- 이쿠세 아야네 (뱅가드 프린세스)
- 패러스 (마비노기) - 약탈단의 지휘관중 하나로, 최근에 벨바스트섬을 장악해서 해적의 섬으로 만들었으나, 오언제독이 군대를 이끌고 해적을 소탕하기 위해, 오언제독과 싸움에서 한 쪽 눈을 잃고, 도망친 것으로 추정된다.

### 영화
- 베네딕트 (라스트 액션 히어로)[6]
- 스네이크 (뉴욕탈출, LA탈출)
- 클라우스 폰 슈타펜버그 대령(작전명 발키리)
- 프랭키 쿡 (월드 오브 투모로우)
- 미륵<궁예> (왕자 미륵)
- 닉 퓨리 (마블 시네마틱 유니버스)

## 같이 보기
- 안대
- 독안룡